# Soos
Pour les articles homonymes, voir Soos (homonymie).
Dans la mythologie grecque, Soos (en grec ancien Σόος / Sóos ou Σοῦς / Soũs, littéralement « élan, impétuosité ») est un roi légendaire de Sparte, dont la mort est située vers 890 av. J.-C.
Selon la tradition, il est le fils du roi Proclès, lui-même descendant d’Héraclès, et le père d’Eurypon, ancêtre éponyme de la dynastie des Eurypontides. Sous son règne, les Spartiates sont censés avoir asservi les Hilotes et envahi l’Arcadie.
Plutarque rapporte une anecdote de la campagne d’Arcadie : alors que Soos se trouvait avec ses compagnons d’armes près de la ville de Cleitoria, il fut assiégé par les habitants de celle-ci. Sur le point de mourir de soif, Soos jura de quitter l’Arcadie si on le laissait boire, lui et tous ses compagnons, à la source voisine. Les Cleitoriens acquiescèrent, et les Spartiates se rendirent à la source. Soos proposa d’abord d’abandonner la royauté en faveur de celui qui refuserait de boire puis, devant les refus de ses compagnons, se contenta de s’asperger d’eau, mais sans boire. Il refusa ensuite de quitter l’Arcadie, tous n’ayant pas bu.

## Sources
- Pausanias, Description de la Grèce [détail des éditions] [lire en ligne] (III, 7) ;
- Plutarque, Vies parallèles [détail des éditions] [lire en ligne] (Lycurgue, II, 1–3).